# Pseudomenthus spinifer
Pseudomenthus spinifer är en spindeldjursart som beskrevs av Volker Mahnert 2007. Pseudomenthus spinifer ingår i släktet Pseudomenthus, och familjen Menthidae. Inga underarter finns listade.